# 中郡六カ町村組合立育英学校
中郡六カ町村組合立育英学校(なかぐんろっかちょうそんくみあいりついくえいがっこう)は、神奈川県中郡金目村に存在した公立学校であり、私立育英学校の後身、神奈川県立秦野高等学校の前身である。

## 沿革

### 略歴
1909年（明治42年）に創立された私立育英学校は1923年（大正12年）4月の郡制廃止により私立による学校経営が困難になることと同年9月の関東大震災による校舎全壊のため、育英学校経営陣を強化する必要が生じ、理事会は翌1924年（大正13年）3月の私立育英学校の廃校と同年4月からの大根村、土沢村、金目村、旭村、金田村、秦野町の六か町村による本校の創立を決議した（同会議覚書第1、2条）。
1924年（大正13年）12月、六か町村組合はさらに中郡南部の町村も加え、中郡二十六カ町村組合立育英学校となった。同組合は1925年（大正14年）5月16日に認可され、事務を開始した。この組合設立は中郡北部に5年制中学校を設立するためのものであったため、1926年（大正15年）3月4日、「奈珂中学校設立認可」が下り、同年4月、中郡二十六カ町村組合立奈珂中学校が大根村大根小学校講堂を仮校舎として開校し、育英学校は発展的解消となった。

### 年表
- 1924年（大正13年）
  - 4月 - 秦野町、金目村他6町村による本校創立。
  - 12月 - 組合への参加町村増加により中郡二十六カ町村組合立育英学校となる。
- 1925年（大正14年）5月 - 組合認可、事務開始。
- 1926年（大正15年）4月 - 育英学校の発展的解消により中郡二十六カ町村組合立奈珂中学校創立。大根村に移転。

## 学校行事
後の後身校にも引き継がれている行事としては特に修学旅行をあげることができる。行き先は日光であった。最後は1925年（大正14年）秋である。

## 進路
本校の存続期間は短い。そこで多くの生徒は後身の奈珂中学校2年生、3年生に編入している。